# 褚蒜子
褚 蒜子（ちょ さんし）は、中国東晋の康帝司馬岳の皇后。穆帝司馬聃の母。都郷侯褚裒の娘。本貫は河南郡陽翟県。

## 生涯
名家の娘として聡明で度量と見識があった。琅邪王司馬岳（後の康帝）に嫁ぎ、妃となった。咸康8年12月壬子（343年2月10日）、康帝の即位に伴い皇后に立てられた。建元2年（344年）9月、康帝の崩御により独り子の穆帝が即位すると、蒜子は皇太后に上った。当時、穆帝はわずか2歳であったなので太后が称制し、何充や会稽王司馬昱が補佐した。
称制の間、父の褚裒が宮中で臣下の礼を取らせるべきだという建議を納めたり、実家の義母らに対する追贈も許さないなど、本分を守る面貌を示してくれた。升平元年（357年）正月、穆帝が元服を行った際、蒜子は政務を返して崇徳宮に居住した。升平5年（361年）5月、穆帝が子供なしで崩御すると、詔令を下して穆帝の従兄弟にあたる司馬丕（哀帝）を即位させた。興寧2年（364年）3月、哀帝が丹薬の中毒ために日常生活が不可能になると、再び摂政に就けた。哀帝の崩御後は彼の同母弟であり、琅邪王の位を継いでいだ司馬奕を即位させた。
太和6年（371年）11月、大司馬桓温は司馬奕が男色に溺れたと讒訴しながら廃立を求め、これに押された蒜子は真偽も確認せず同意した。会稽王司馬昱が簡文帝として即位すると、崇徳太后と称された。寧康元年（373年）8月、桓温の死去を機に政権を握った謝安の奏請により三度目の摂政を務めた。太元元年（376年）、孝武帝が元服を行うと、政務を返し引退した。
太元9年6月癸丑（384年7月5日）、蒜子は顕陽殿で崩じた。享年は61。献と諡された。

## 逸話
- 穆帝に政務を返す頃、諸公に「皇帝がすでに冠礼を行ったが、四海は一つに統合されず、五胡が叛逆して豺や狼が道を塞ぐと、徭役は日々激しくなり、民は困窮するようになった」という詔を下した。年代上に見れば、華北に乱立した異民族を指す概念として現存史料を通じて確認できる「五胡」の表現が使われた最古の事例は、この詔勅で褚太后が言及したものだ[4]。

- 桓温が入朝して海西公（司馬奕）の廃位を求めた際、褚太后は仏堂で香を焚いていた。桓温の上奏文を読んだ褚太后は「私が本来こうなると疑っていた」と嘆いては「未亡人はこのような百種の憂患に心配し、存亡を考えれば心は切られたようだ」という答えを書いて送った。桓温は政変を起こしながらも、褚太后が反対しないかと恐れたが、廃立を許す詔令が下されると、大喜びしたという[4]。

- 孝武帝の即位後、謝安と桓沖（桓温の弟）が一緒に輔政したが、桓沖を牽制したかった謝安は褚太后に重ねて称制することを請じた。これに対して王彪之は「先代の朝廷では君主（穆帝）が襁褓にあり、母子は一体となり臨朝できました。太后も政事を決められないので、必ず私や諸君に諮問しなければなりません。今上（孝武帝）は10歳を超えて冠婚を行うはずなのに、むしろ兄嫁（褚太后）が臨朝するならば、人々に君主の幼弱さを示してくれることになります。どうして聖徳を輝かせますか？ お二人が実行なさると私も仕方ないけど、だいたいは残念なだけです」と反対した。それでも、謝安の意中通り褚太后が再び摂政するに至った[5]。

## 伝記資料
- 『晋書』巻32 列伝第2 后妃下